# Sistemi di designazione degli aeromobili militari giapponesi
Il Giappone ha utilizzato diversi sistemi per classificare i propri aeromobili. In particolare, durante il periodo imperiale (quello precedente al 1945), è piuttosto difficile individuare gli aerei secondo la designazione. Infatti, non solo ogni arma utilizzava un sistema proprio, ma in alcuni casi vi erano più sistemi in uso all'interno della stessa arma, cosa che contribuiva ad aumentare la confusione. Questo fu il motivo che spinse gli Alleati ad utilizzare dei nomi in codice per gli aeromobili di costruzione nipponica: tali nomi in codice sono principalmente in inglese, ed il più delle volte sono più conosciuti del vero nome dell'aereo a cui si riferiscono.

Nel dopoguerra, è stato introdotto un sistema che prevede l'utilizzo, nel nome dell'aereo, di una lettera che ne indica il ruolo primario, seguita da un numero in sequenza: si tratta di una metodologia piuttosto simile a quella utilizzata negli Stati Uniti. Tale sistema è utilizzato solo per gli aeromobili di progetto giapponese. Infatti, i modelli prodotti all'estero utilizzano una classificazione ibrida.

## Marina imperiale
Il servizio aereo della marina imperiale giapponese utilizzava diversi sistemi di classificazione contemporaneamente.
- 1931-1945: sistema di designazione con i numeri Shi;
- 1920-1943: forma “lunga” per tipologia e modello di aeromobile;
- anni venti-1945: designazione corta, simile a quella utilizzata dalla United States Navy;
- 1943-1945: sistema di nomi popolari;
- dal 1939: sistema di designazione degli aeroplani in servizio (SADP: Service Airplane Designation System) numerico.

### Convenzione di nomenclatura con numeri Shi
Il sistema delle designazioni navali giapponesi a partire dal 1931 costituirono un sistema sperimentale, chiamato numeri Shi, basato sull'anno di regno dell'imperatore in cui era stata emessa la specifica. In caso di designazioni doppie, ci sarebbe stata una distinzione per tipologia .
Durante il periodo in cui fu in uso, l'imperatore era Hirohito. Così, furono utilizzati gli anni di Showa, che iniziarono dal 1926 (anno di inizio del suo regno).

Per questa ragione, il Mitsubishi A6M Zero, la cui specifica era stata emessa nel 1937, fu chiamato caccia da portaerei 12-shi.

### Convenzione di nomenclatura lunga per tipologia e modello
Dopo il 1929, gli aeromobili erano individuati da un numero basato sulle ultime due cifre dell'anno nel calendario giapponese, a partire dalla mitica fondazione del Giappone dell'imperatore Jimmu (660 a.C.). In aggiunta, vi era una breve descrizione della funzione dell'aereo. 
Il Mitsubishi A6M Zero, entrato in servizio nel 1940 (anno 2600 secondo i giapponesi), fu per questo designato Caccia da portaerei Tipo 0
I numeri di modello furono aggiunti in modo da evidenziare i sottotipi. In dettaglio, dalla fine degli anni trenta, vi erano due cifre: la prima indicava le revisioni della cellula, la seconda le revisioni del motore .
Il sistema fu abbandonato nel 1943, quando si decise di rimuovere le troppe informazioni dal nome dell'aereo.

### Convenzione di nomenclatura breve
Alla fine degli anni venti, fu adottato uno schema di designazione piuttosto simile a quello utilizzato dalla United States Navy tra il 1922 ed il 1964. Tale schema utilizzava una o due lettere per indicare il tipo di aeromobile, un numero per la numerazione in serie del velivolo, ed una lettera finale che serviva ad individuare il costruttore. A differenza dal sistema americano, quello giapponese non aveva differenti serie numeriche per ogni costruttore. Inoltre, il numero 1 non venne omesso.
Così, il Mitsubishi A6M Zero venne indicato con la sigla A6M, ovvero caccia imbarcato (A) numero sei (6) costruito dalla Mitsubishi (M).

Le varianti erano indicate da un numero aggiuntivo alla fine, mentre le versioni per nuovi utilizzi da un trattino seguito da una nuova lettera.
A volte, due aerei furono ordinati da diversi produttori per la stessa specifica nello stesso periodo, generalmente per tutelarsi nel caso di fallimento di uno o dell'altro. In questo caso, la stessa serie numerica fu utilizzata per entrambi.
| Lettera | Tipo di aeromobile                      |
| ------- | --------------------------------------- |
| A       | Caccia imbarcato                        |
| B       | Bombardiere da attacco imbarcato        |
| C       | Ricognitore                             |
| D       | Bombardiere in picchiata imbarcato      |
| E       | Idrovolante da ricognizione             |
| F       | Osservazione                            |
| G       | Bombardiere da attacco con base a terra |
| H       | Idrovolante a scafo centrale            |
| J       | Caccia con base a terra                 |
| K       | Addestratore                            |
| L       | Trasporto                               |
| M       | Idrovolante per impieghi speciali       |
| N       | Idrocaccia                              |
| P       | Bombardiere                             |
| Q       | Pattugliatore                           |
| R       | Ricognitore con base a terra            |
| S       | Caccia notturno                         |

| Lettera | Costruttore                                   |
| ------- | --------------------------------------------- |
| A       | Aichi Kōkūki                                  |
| A       | North American Aviation                       |
| B       | Boeing                                        |
| C       | Consolidated Aircraft Corporation             |
| D       | Shōwa Hikōki Kōgyō                            |
| D       | Douglas Aircraft Company                      |
| G       | Hitachi Kōkūki                                |
| G       | Grumman                                       |
| H       | Hiro (Undicesimo Arsenale Tecnico Aeronavale) |
| H       | Hawker Aircraft                               |
| He      | Heinkel                                       |
| J       | Nihon Kogata Hikōki                           |
| J       | Junkers                                       |
| K       | Kawanishi Kōkūki                              |
| K       | Kinner Airplane & Motor Corporation           |
| M       | Mitsubishi                                    |
| N       | Nakajima Hikōki                               |
| P       | Nihon                                         |
| S       | Sasebo                                        |
| Si      | Showa                                         |
| V       | Vought-Sikorsky                               |
| W       | Watanabe Tekkōsho                             |
| W       | Kyūshū Hikōki                                 |
| Y       | Primo Arsenale Tecnico Aeronavale di Yokosuka |
| Z       | Mizuno Guraida Seisakusho                     |

### Nomi popolari
A partire dal luglio 1943, agli aeromobili della marina venne dato un nome, piuttosto che un codice in base alla tipologia. Questi nomi erano basati su un preciso schema, a seconda del ruolo.
- Caccia: nomi inerenti al tempo e alla meteorologia
  - Caccia imbarcati ed idrocaccia: nomi di venti, solitamente terminanti con pu o fu (風)
  - Intercettori: nomi di fulmini, terminanti in den (電)
  - Caccia notturni: nomi di luci terminanti in ko (光)
- Aerei da attacco: nomi di montagne terminanti in zan (山)
- Bombardieri: nomi di stelle o costellazioni solitamente terminanti in sei (星)
- Pattugliamento: nomi di mari od oceani terminanti in kai (海)
- Ricognizione: nomi di nuvole terminanti in un (雲)
- Addestratori: alberi, piante e fiori
- Trasporti: nomi di cieli terminanti in ku (空)
- Altri ruoli: nomi di paesaggi

Due casi speciali furono lo Yokosuka MXY-7 Ohka (fiore di ciliegio) ed il Nakajima J9Y Kikka (fiore d'arancio): vennero chiamati con nomi di alberi di frutto del giardino dell'imperatore, nonostante il primo fosse un aereo per impieghi speciali (kamikaze) ed il secondo un caccia equipaggiato con una coppia di motori a getto.

## Esercito imperiale
L'esercito imperiale giapponese utilizzò per il suo servizio aeronautico un semplice sistema basato sull'anno di servizio ed il tipo, praticamente identico al sistema lungo della marina. Questo sistema fu utilizzato a partire dal 1927. Era utilizzato anche il ki, o designazione della cellula, che divenne il sistema più utilizzato negli anni successivi.

### Convenzione di nomenclatura lunga per tipologia e modello
La prima parte della designazione era un numero a due cifre basato sull'anno giapponese in cui l'aereo era entrato in servizio. Un'eccezione minore fu il 1940 (anno 2600 secondo i giapponesi), per il quale fu utilizzato spesso il numero 100 invece dello zero. Questo era seguito da una descrizione delle funzioni dell'aeromobile. Se vi erano due o più aerei con le stesse funzioni e del medesimo tipo, l'ultimo era migliorato in modo da distinguerli. Un esempio è il caccia monoposto Tipo 2 (Nakajima Ki-44) ed il caccia biposto Tipo 2 (Kawasaki Ki-45).
Le modifiche maggiori (come motori differenti) erano indicate con dei numeri indicanti i sottotipi, ufficialmente in kanji ma più spesso in numeri romani. Le modifiche in scala ridotta (come quelle riguardanti l'armamento) erano indicati con un ordinale giapponese (甲,乙,丙) se minime, mentre con kai (改) se erano notevoli ma non tali da giustificare un nuovo numero per tipologia.

### Convenzione di nomenclatura breve
La designazione di cellula Ki (キ; abbreviazione per “kitai”, ovvero cellula), seguita da un numero arabo, indicava il numero di progetto dell'aeromobile in sequenza, senza tenere conto del costruttore o del tipo. Inizialmente era utilizzata solo per gli aerei in fase di sviluppo, ma verso la fine della guerra divenne lo standard anche per i velivoli operativi.

### Nomi popolari
Alcuni aerei (come il Nakajima Ki-43, chiamato anche “Hayabusa”) ricevettero dei nomi popolari. Tuttavia, questi non divennero mai parte del sistema di designazione ufficiale.

## Forze di autodifesa dopo il 1945
Le designazioni giapponesi utilizzate dalle forze armate del Sol Levante dopo il 1945 sono piuttosto simili a quelle usate dagli Stati uniti. Infatti, consistono in una combinazione tra una lettera, indicante la missione primaria dell'aeromobile, e da un numero. Il numero è sequenziale solo se l'aeromobile è di progetto giapponese. Infatti, in caso di modelli costruiti su licenza o importati, viene utilizzato un sistema ibrido: in pratica, si utilizza come lettera quella indicativa di missione primaria, e come numero quello originale. Ad esempio, il Gulfstream IV diventa U-4, ed il Learjet 36 U-36A.

Le lettere si possono anche utilizzare come prefissi, nel caso si debba indicare una nuova missione.

Le lettere utilizzate sono le seguenti:
| Lettera | Tipo di missione   |
| ------- | ------------------ |
| C       | Trasporto          |
| E       | Guerra elettronica |
| F       | Caccia             |
| H       | Elicottero         |
| O       | Osservazione       |
| S       | Missioni SAR       |
| T       | Addestramento      |
| U       | Utilità            |

Questo sistema di designazione è utilizzato per gli aeromobili di tutte le tre branche delle forze armate (esercito, marina ed aviazione).